# Akodon surdus
Akodon surdus е вид бозайник от семейство Хомякови (Cricetidae). Видът е световно застрашен, със статут Уязвим.

## Разпространение
Видът е разпространен в Перу.